# ربکا تونی
ربکا تونی (به انگلیسی: Rebecca Tunney) ژیمناست زادهٔ ۲۶ اکتبر ۱۹۹۶ میلادی اهل کشور انگلستان است.